# 454326 Donlee
454326 Donlee è un asteroide della fascia principale. Scoperto nel 2010, presenta un'orbita caratterizzata da un semiasse maggiore pari a 2,6044140 UA e da un'eccentricità di 0,2190322, inclinata di 13,64849° rispetto all'eclittica.